# 조명가게
《조명가게》(영어: Light Shop)는 2024년 12월 4일부터 2024년 12월 18일까지 방영된 디즈니 + 수요드라마다.

## 기획의도
어두운 골목 끝을 밝히는 유일한 곳 ‘조명가게’에 어딘가 수상한 비밀을 가진 손님들이 찾아오면서 벌어지는 이야기

## 제작사
- 미스터로맨스
- 무빙픽쳐스컴퍼니

## 제작진

### 연출
- 김희원 :

### 각본
- 강풀
- 송영규(유튜버 겜브링)

## 출연진

### 주요 인물
- 박보영 : 권영지 역 - 간호사
- 김설현 : 이지영 역 - 캐리어를 끌고 다니는 의문의 여자
- 배성우 : 양성식 역 - 강력계 형사
- 엄태구 : 김현민 역
- 이정은 (아역: 신수아) : 정유희 역
- 김민하 : 윤선해 역
- 박혁권 : 오승원 역
- 김대명 : 김상훈 역
- 신은수 : 주현주 역
- 김선화 : 박혜원 역
- 김기해 : 허지웅 역

### 주변 인물
- 오혜원 : 문유나 역

### 기타 인물
- 미상 : 부동산 중개인 역
- 미상 : 낯선 존재 역

### 특별출연
- 이황의 : 염습사[1] 역
- 이자람 : 김서령 역
- 박정민 : 영탁 역
- 고윤정 : 장희수 역

## 참고 사항
- 김희원과 강풀은 〈무빙〉에서는 배우와 작가로, 이번 작품에서는 감독과 작가로 협업하게 되었다.
- 주지훈은 공개 기간과 같은 시기에 방영되는 tvN 토일 드라마 〈사랑은 외나무다리에서〉가 디즈니+에 동시 공개된다.
- 〈탈출: 프로젝트 사일런스〉에 함께 출연한 김희원과 주지훈은 이번 작품에서 감독과 배우로 재회한다.
- 박보영과 이정은은 〈정신병동에도 아침이 와요〉 이후 재회한다.
- 김설현과 신은수는 〈아무것도 하고 싶지 않아〉 이후 재회한다.
- 배성우와 박정민은 〈더 에이트 쇼〉 이후 재회한다.